# 夜访吸血鬼 (小说)
《夜訪吸血鬼》（英語：Interview with the Vampire）是美國作家安·萊絲寫於1973年，並在1976年出版的小說。吸血鬼黎斯特首次登場於此作。
到2008年為止，此書在世界各地已售出了八百萬本。

## 出版和反應
1976年，《夜訪吸血鬼》出版後出乎意料地暢銷，並深深地影響當代的哥德文化。《夜訪吸血鬼》以其對生命的絕望、對長生不老的厭倦及懺悔的風格創造了吸血鬼小說的新格局。
萊絲在她的作者簡介中指出，她那因白血病而早逝的女兒米檞爾讓她開始撰寫一系列的吸血鬼小說。《夜訪吸血鬼》的陰暗風格有別於它的續篇，黎斯特看事情的角度也隨著系列的進展也有所不同。但無論如何，《夜訪吸血鬼》仍是安·萊絲最暢銷也最經典的作品。

## 小說內容
在舊金山，一個名為路易斯的吸血鬼向一名記者丹尼爾·馬羅（又譯丹尼爾·莫洛伊，在故事中，丹尼爾總是被稱為『男孩』）道出他兩百年長的人生故事。
1791年，路易斯住在路易斯安那州的紐奧良，是兩座豌豆農場的莊園領主。路易斯當時因為弟弟的自殺感到非常愧疚，於是開始尋找任何可以死亡的方法。此時，黎斯特開始接近路易斯，他渴望路易斯的財產和生活，於是將他轉變為吸血鬼（儘管最初路易斯只是求黎斯特殺死他），兩人就這樣成為永遠的同伴。黎斯特為路易斯抓了一名當地農場的奴隸，但他立刻發現他仍存在的人性使他無法殺死人類，於是路易斯決定只喝動物的血過活。
不久之後，路易斯的奴隸因迷信和黎斯特的獵殺開始懼怕他們，並試著團結起來消滅他們兩個。路易斯為了防止整個路易斯安那州都知道吸血鬼的事情，燒掉整個莊園，消滅掉所有的奴隸，路易斯和黎斯特決定離開。之後，路易斯屈服於黎斯特的影響，開始吸人類的血，路易斯漸漸接受他的吸血鬼本質，但另一方面也因黎斯特的無節制獵殺感到厭惡。
在紐奧良的一個夜晚，路易斯盯上了一個依偎在已死去的母親旁，染上黑死病的小女孩。就在路易斯思索著是否該離開黎斯特時，黎斯特現身，把那名瀕臨死亡的小女孩轉變成吸血鬼『女兒』，改名為克勞蒂亞（書中從沒提到她原來的名字）。
路易斯一方面恨黎斯特將小女孩轉變為吸血鬼，一方面又無法自拔地溺愛著克勞蒂亞。克勞蒂亞很快地開始熱愛殺戮。她當時擁有超過六十歲的心智年齡，但外表和身體始終停留在六歲。而在她發覺自己無法長大後，她開始痛恨黎斯特。於是她開始策劃謀殺黎斯特。克勞蒂亞在他的獵物上下毒，並切開他的喉嚨。路易斯將他的屍體丟進附近的沼澤。之後，他們發現彼此可能是美洲僅有的兩名吸血鬼，於是克勞蒂亞渴望去歐洲旅行，並尋找『舊世界』吸血鬼。
正當路易斯和克勞蒂亞準備渡海前往歐洲時，黎斯特突然現身。原來他並沒有真的被殺死，而且更決意殺掉克勞蒂亞。路易斯放火燒掉他們的房子，和克勞蒂亞倉皇逃出，憤怒的黎斯特被留下，陷入火舌之中。
路易斯和克勞蒂亞抵達歐洲後，開始尋找自己的同類，他們從東歐開始，而且真的找到了吸血鬼，但這些只是喪失心智的活屍。一直到他們到達巴黎後，才找到和他們一樣的吸血鬼：一個四百歲的吸血鬼阿曼德和他領導的吸血鬼巢穴。他們生活在一個古老的劇院中，阿曼德和其他吸血鬼們把自己偽裝成『吸血鬼劇場』的演員，並在劇場觀眾面前吸取人類的血液（那些觀眾只會認為那是超乎現實的演出）。在劇場中生活一陣子後。巢穴中著名的吸血鬼聖地亞哥察覺到克勞蒂亞和路易斯謀殺了他們的創造者，而吸血鬼之間有一個規定：殺害自己創造者的吸血鬼，必須被處死。
克勞蒂亞要求路易斯將一名洋娃娃工匠麥德琳轉變為吸血鬼，讓她扮演母親的角色，取代黎斯特留下的位子。路易斯一開始拒絕，但隨即發現克勞蒂亞的自身的痛苦，便將麥德琳轉變為吸血鬼。路易斯、麥德琳和克勞蒂亞短暫地同居一段時間。直到一個晚上，吸血鬼劇場的成員們闖入他們家中，強行將他們三個帶走。原因是黎斯特現身，告訴劇場他過去的遭遇，最後導致路易斯被鎖死於棺材中。當克勞蒂亞和麥德琳被關在一個透天的小房間時，阿曼德現身並把路易斯從棺材中救出來，但麥德林與克勞蒂亞則因暴露於太陽下，被活活燒死。路易斯找到了她們留下的灰燼，相當震驚和憤怒。那一晚，他回到劇院，用像太陽一樣的火把整間劇院和裡面的吸血鬼燃燒殆盡，最後他和阿曼德離開。
路易斯和阿曼德一起遊走歐洲好幾年，但路易斯仍未從克勞蒂亞死亡的打擊中恢復。厭倦了舊世界的路易斯，最後在二十世紀初回到了紐奧良獨自生活。他吸取一些經過他家附近人類的血，生活於黑暗中，並再也沒有為自己創造任何的伴侶。

## 改編作品

### 電影
- （1994）：由尼爾·喬丹執導，布萊德·彼特和湯姆·克魯斯主演。

### 電視劇
- 《夜訪吸血鬼》（2022）